# Luzia Nezzo
Luzia da Silva Nezzo (Londrina, 17 de março de 2004) é uma voleibolista indoor brasileira, atuanteu na posição Central. Atuando pela Seleção Brasileira, medalhista de ouro no Campeonato Sul-Americano Sub-21 de 2022 no Perú e medalhista de bronze no Campeonato Mundial Sub-21 de 2023 no México.

## Carreira
Natural de Londrina, defendeu as cores das categorias de base do Clube Curitibano/Colégio Expoente, em  2018 foi convidada para um Laboratório de Detecção de Talentos, no Centro de Desenvolvimento de Voleibol (CDV), em Saquarema, visando as futuras convocações na base da seleção nacional em janeiro de 2019.Em 2019, vinculada ao Clube Curitibano/Colégio Expoente, foi convocada para seleção paranaense para os treinamentos para o Campeonato Brasileiro de Seleções Estaduais na categoria Sub-16, depois, convocada para competir e sob o comando da técnica Kátia Erdman Bini Cordeiro, e foi destaque nos campeonatos regionais em seu Estado, sendo eleita  entre as melhores centrais da categoria Sub-16
Em 2021,  ingressou nas categorias de base do Barueri Volleyball Club e foi convidada para os treinamentos da categoria Sub-18 da  seleção brasileira, pelo técnico Hylmer Dias, visando o Mundial da categoria, destacando-se em tais treinamentos garantiu a vaga no Campeonato Mundial Su-19 em Victoria de Durango e avançou as quartas de final e terminou na quinta posição
Em 2022, foi convidada para seleção paranaense, visando o Campeonato Brasileiro de Seleções Sub-19, Divisão Especial, em Jaraguá do Sul, Santa Catarina. e também já estrearia nesse ano na Superliga Brasileira A no elenco adulto do Barueri VC, também disputou o Campeonato Sul-Americano Sub-21 de 2022 em Cajamarca e conquistou a medalha de ouro.
Em 2023, foi convocada para seleção brasileira para disputar o Campeonato Mundial Sub-21 nas cidades mexicanas de Aguascalientes  e León e conquistou a medalha de bronze e foi a maior bloqueadora (em pontos do fundamento) da competição e eleita a melhor central também.

## Títulos e resultados
- Campeonato Paulista Sub-21 de 2021
- Campeonato Paulista Sub-19 de 2021

## Premiações individuais
- 2a Melhor Central do Campeonato Mundial Sub-21 de 2023